# 挪威国铁71型电力动车组
挪威国铁BM71型动车组（GMB Class 71）是Flytoget用于奥斯陆机场与奥斯陆中央站之间机场快线的一种电力动车组，它由瑞典的X2000型列车改进而来，但有所区别的是它采用的是动力分散式传动，同时取消了摆式技术，挪威国铁BM73型电力动车组也同本型号很相似。它最高时速可达210公里，2009年的翻修结束后增加了第4节车厢。